# Boundary-Similkameen
Pour les articles homonymes, voir Boundary et Similkameen.
Circonscription électorale provinciale du Canada
Boundary-Similkameen est une circonscription provinciale de la Colombie-Britannique représentée à l'Assemblée législative de la Colombie-Britannique de 1966 à 1991 et représentée depuis 2009.

## Géographie
La première circonscription représentait une partie du Boundary Country (en) autour des villes de Grand Forks, Rock Creek (en), Oliver, Osoyoos, ainsi que dans la vallée du Similkameen dont les villes de Keremeos et Princeton.
La circonscription de 2020 inclut la partie ouest du district régional de Kootenay Boundary et le district régional d'Okanagan-Similkameen.

## Liste des députés
1966-1986
| Législature                                                        | Années                                                             | Député                                                             | Député                                                             | Parti                                                              |
| Boundary-Similkameen Issue de Grand Forks-Greenwood et Similkameen | Boundary-Similkameen Issue de Grand Forks-Greenwood et Similkameen | Boundary-Similkameen Issue de Grand Forks-Greenwood et Similkameen | Boundary-Similkameen Issue de Grand Forks-Greenwood et Similkameen | Boundary-Similkameen Issue de Grand Forks-Greenwood et Similkameen |
| ------------------------------------------------------------------ | ------------------------------------------------------------------ | ------------------------------------------------------------------ | ------------------------------------------------------------------ | ------------------------------------------------------------------ |
| 28e                                                                | 1966–1969                                                          |                                                                    | Frank Richter Jr.                                                  | Créditiste                                                         |
| 29e                                                                | 1969–1972                                                          |                                                                    | Frank Richter Jr.                                                  | Créditiste                                                         |
| 30e                                                                | 1972–1975                                                          |                                                                    | Frank Richter Jr.                                                  | Créditiste                                                         |
| 31e                                                                | 1975–1979                                                          |                                                                    | Jim Hewitt                                                         | Créditiste                                                         |
| 32e                                                                | 1979–1983                                                          |                                                                    | Jim Hewitt                                                         | Créditiste                                                         |
| 33e                                                                | 1983–1986                                                          |                                                                    | Jim Hewitt                                                         | Créditiste                                                         |

1986-1991
| Législature | Années    | Député | Député      | Parti         | Député | Député       | Parti      |
| ----------- | --------- | ------ | ----------- | ------------- | ------ | ------------ | ---------- |
| 34e         | 1986–1988 |        | Jim Hewitt  | Créditiste    |        | Ivan Messmer | Créditiste |
| 34e         | 1988-1991 |        | Bill Barlee | Néo-démocrate |        | Ivan Messmer | Créditiste |

1991-2001

Voir : Okanagan-Boundary
2001-2009

Voir : West Kootenay-Boundary
Depuis 2009
| Législature | Années        | Député | Député         | Parti         |
| ----------- | ------------- | ------ | -------------- | ------------- |
| 39e         | 2009–2013     |        | John Slater    | Libéral       |
| 40e         | 2013–2017     |        | Linda Larson   | Libéral       |
| 41e         | 2017–2020     |        | Linda Larson   | Libéral       |
| 42e         | 2020–2024     |        | Roly Russell   | Néo-démocrate |
| 43e         | 2024–en cours |        | Donegal Wilson | Conservateur  |

## Résultats électoraux
depuis 2020
1986-1991
1966-1986